# Kitaibaraki
Kitaibaraki (北茨城市, Kitaibaraki-shi) est une ville située dans la préfecture d'Ibaraki, sur l'île de Honshū, au Japon.

## Géographie

### Situation
Kitaibaraki est située dans le nord de la préfecture d'Ibaraki, au bord de l'océan Pacifique.

### Démographie
En novembre 2021, la population de la ville de Kitaibaraki était de 40 833 habitants répartis sur une superficie de 186,80 km2.

### Climat
| Mois                                             | jan.      | fév.      | mars      | avril     | mai       | juin      | jui.      | août      | sep.     | oct.      | nov.      | déc.      | année     |
| ------------------------------------------------ | --------- | --------- | --------- | --------- | --------- | --------- | --------- | --------- | -------- | --------- | --------- | --------- | --------- |
| Température minimale moyenne (°C)                | −1,2      | −1        | 1,7       | 6,3       | 11,3      | 15,5      | 19,4      | 20,9      | 17,9     | 12,3      | 6,2       | 1,2       | 9,2       |
| Température moyenne (°C)                         | 3,6       | 3,8       | 6,5       | 11        | 15,3      | 18,6      | 22,1      | 23,8      | 21,1     | 16,2      | 11        | 6         | 13,2      |
| Température maximale moyenne (°C)                | 8,4       | 8,6       | 11,2      | 15,6      | 19,4      | 22,1      | 25,7      | 27,4      | 25       | 20,4      | 15,7      | 10,9      | 17,5      |
| Record de froid (°C) date du record              | −9 2018   | −9,3 2014 | −5,9 2017 | −3,7 2019 | 2,5 2013  | 6,1 2010  | 12,3 2004 | 12 2018   | 9,1 2013 | 1,7 1984  | −2,7 2017 | −7,7 2012 | −9,3 2014 |
| Record de chaleur (°C) date du record            | 20,2 2002 | 22,8 1993 | 24,8 2013 | 25,7 2004 | 30,3 2004 | 31,3 2003 | 33,9 2002 | 35,7 1996 | 34 2020  | 32,1 2018 | 24,4 1979 | 24,3 2004 | 35,7 1996 |
| Ensoleillement (h)                               | 196,7     | 183,3     | 191,9     | 193,6     | 191       | 141,6     | 150,3     | 181,3     | 140,4    | 143,8     | 156,5     | 179,4     | 2 040,8   |
| Précipitations (mm)                              | 50        | 45,9      | 99,9      | 128,5     | 156,1     | 158       | 170,4     | 138,1     | 183,2    | 189,5     | 78,7      | 48,8      | 1 435,4   |
| Nombre de jours avec précipitations              | 4,7       | 5,1       | 8,8       | 10,1      | 11,3      | 12        | 13,3      | 9,6       | 11,6     | 10,5      | 7,1       | 5,3       | 109,3     |
| dont nombre de jours avec précipitations ≥ 10 mm | 1,5       | 1,5       | 3,5       | 3,9       | 4,6       | 4,7       | 4,6       | 4         | 5,3      | 4,5       | 2,5       | 1,5       | 41,8      |

| Diagramme climatique                                  |           |             |              |               |             |               |               |             |               |             |             |
| J                                                     | F         | M           | A            | M             | J           | J             | A             | S           | O             | N           | D           |
| 8,4−1,250                                             | 8,6−145,9 | 11,21,799,9 | 15,66,3128,5 | 19,411,3156,1 | 22,115,5158 | 25,719,4170,4 | 27,420,9138,1 | 2517,9183,2 | 20,412,3189,5 | 15,76,278,7 | 10,91,248,8 |
| Moyennes : • Temp. maxi et mini °C • Précipitation mm |           |             |              |               |             |               |               |             |               |             |             |

## Histoire
Kitaibaraki a acquis le statut de ville le 31 mars 1956, après la fusion des anciens bourgs d'Isohara, Ōtsu et Hiragata et des anciens villages de Minaminakagō, Sekinami et Sekimoto.

## Transports
La ville est desservie par la ligne Jōban de la JR East.